# Dofí del Ganges
El dofí del Ganges (Platanista gangetica) és una espècie de dofí d'aigua dolça que es troba a certes zones de les grans conques fluvials del nord del subcontinent indi, principalment al Ganges i al Brahmaputra.
El dofí del Ganges es considera un dels símbols nacionals de l'Índia.

## Taxonomia
L'espècie Platanista gangetica fou descrita per Lebeck and Roxburgh l'any 1801.
 i fins a 1970 el dofí del Ganges i el dofí de l'Indus es consideraven una mateixa espècie.

## Ecologia
Aquests dofins viuen a les seccions profundes dels cursos mitjans i baixos (en el cas del dofí del Ganges) dels grans rius de l'Índia, Bangladesh, el Nepal i el Pakistan. Tenen ulls molt menuts i els manca el cristal·lí, essent efectivament cecs. Tanmateix, vivint en aigües fangoses, els ulls, que només poden detectar diferències en la intensitat de lluminositat, no els fan gaire servei a aquests dofins fluvials. La forma principal de detectar preses, així com els perills que s'atansen, és mitjançant l'ecolocalització. Mengen una gran varietat de peixos i crustacis.
El cos del dofí del Ganges és relativament gruixut en la part central. Són generalment de talla petita i l'exemplar més gran que s'ha trobat feia 199 cm. Tenen un musell llarg i prim que recorda precisament el del gavial o cocodril del Ganges, que viu a la mateixa zona.
A causa de la contaminació i de la pèrdua d'hàbitat totes les poblacions de dofins d'aigua dolça del subcontinent indi es troben a la Llista Vermella de la UICN d'espècies amenaçades.